# Llaunes
Llaunes és una partida rural del terme municipal de Conca de Dalt, a l'antic terme de Toralla i Serradell, al Pallars Jussà, en territori del poble de Rivert.
Està situada al sud-est de Rivert, a l'esquerra del barranc de Rivert. És a llevant de la Coma i a migdia de l'extrem sud-est del Serrat de Sant Joan, al nord-oest de Roderes, al nord-est dels Oms, al nord de Caners i al sud de les Feixes. La Carretera de Rivert discorre a ponent de la partida.